# Angeligasse
Die Angeligasse liegt im 10. Wiener Gemeindebezirk, Favoriten. Sie wurde 1894 nach dem Maler Heinrich von Angeli benannt.

## Lage und Charakteristik
Die Angeligasse verläuft in ost-westlicher Richtung von der Friedrich-Knauer-Gasse bis zur Triester Straße. Sie wird zweimal durch große Wohnhausanlagen unterbrochen und wird als Einbahn abschnittsweise in entgegengesetzte Richtungen geführt. Die Angeligasse berührt eine Grünanlage am Paltramplatz sowie eine Kleingartenanlage am Friesenplatz, ansonsten wird sie von Wohnhäusern gesäumt, die aus der Zeit vom Ende des 19. Jahrhunderts bis zur Gegenwart stammen. In der Angeligasse gibt es keinerlei öffentliche Verkehrsmittel.

## Bemerkenswertes

### Nr. 15–17c: Sgraffiti Tiere und Pflanzen des Laaer Berges
An dieser Wohnhausanlage aus der Nachkriegszeit befinden sich zwei Sgraffitos von Ernst Erich Müller aus dem Jahr 1955 mit dem Titel Tiere und Pflanzen des Laaer Berges, die unter Denkmalschutz stehen.

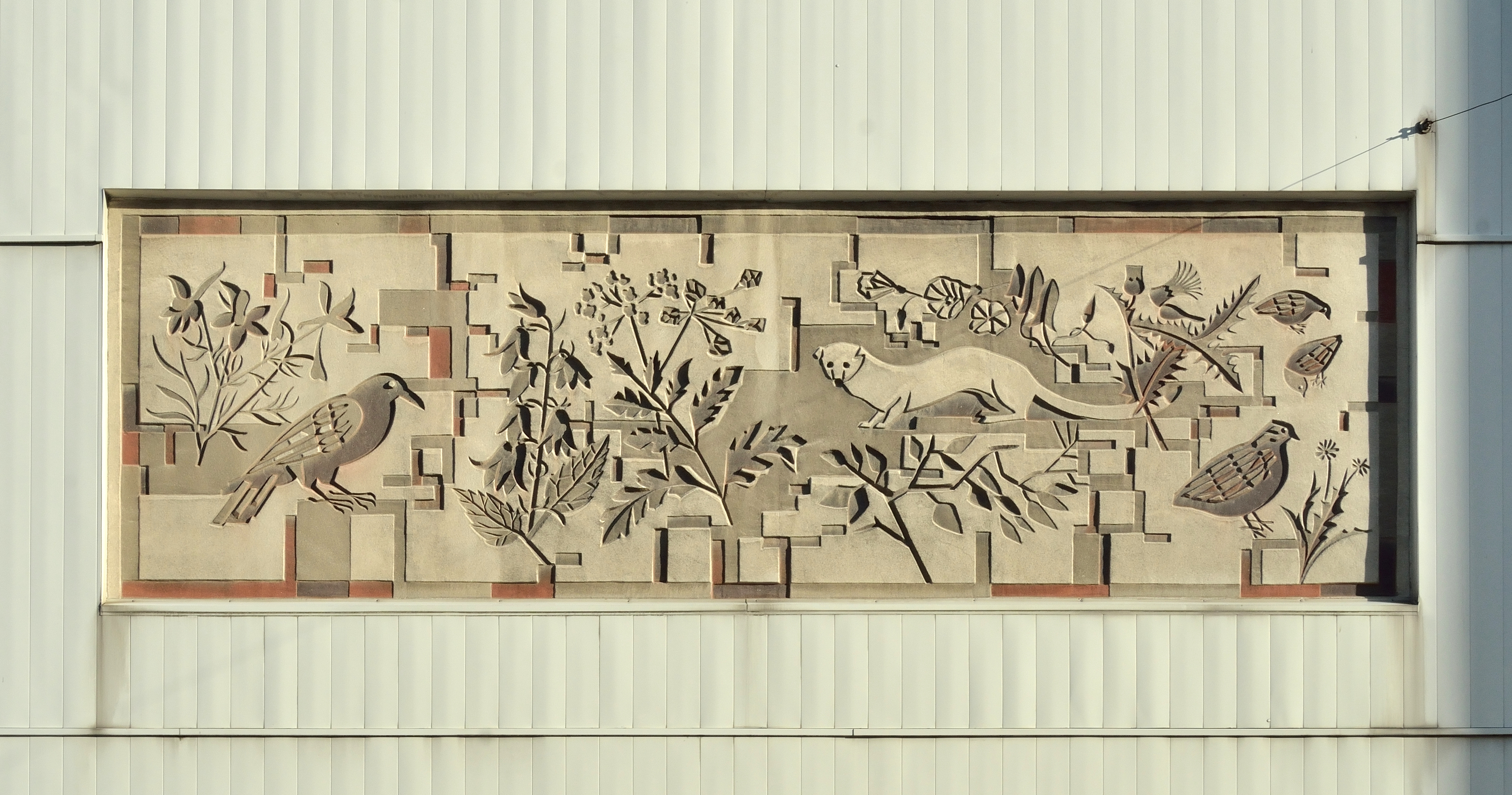
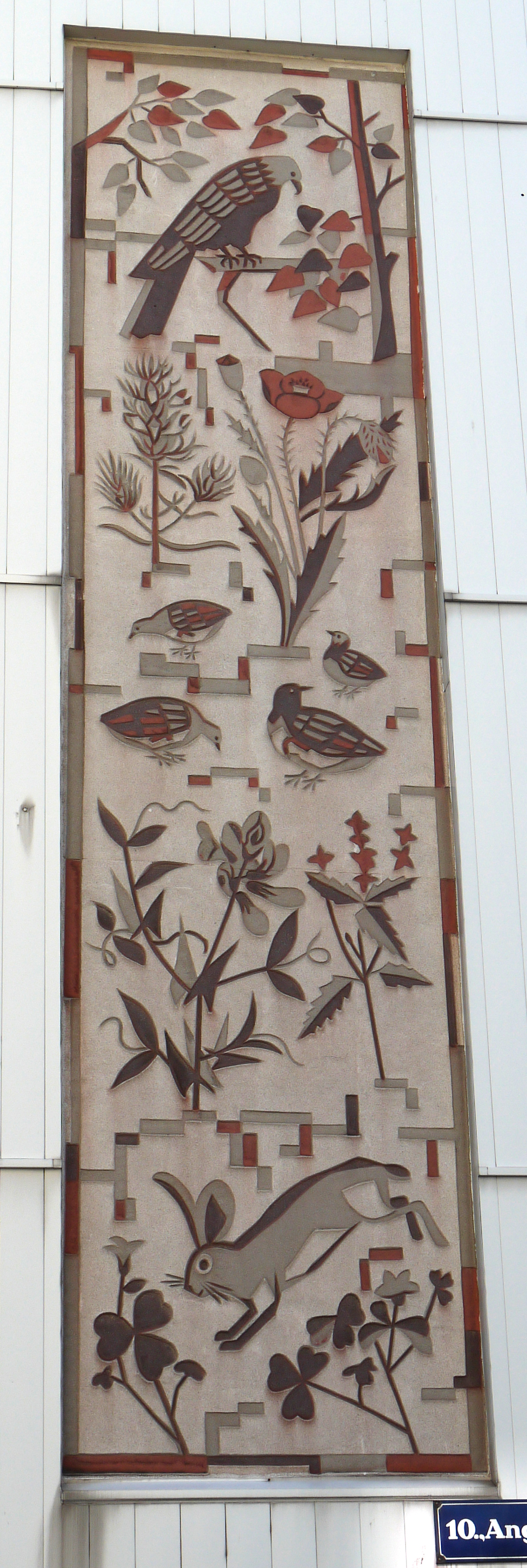

### Nr. 18–18b: Relief Wandernde Jugend
An der Fassade dieser Wohnhausanlage ist ein Majolikarelief von Hertha Bucher aus dem Jahr 1955 mit dem Titel Wandernde Jugend zu sehen, das unter Denkmalschutz steht.

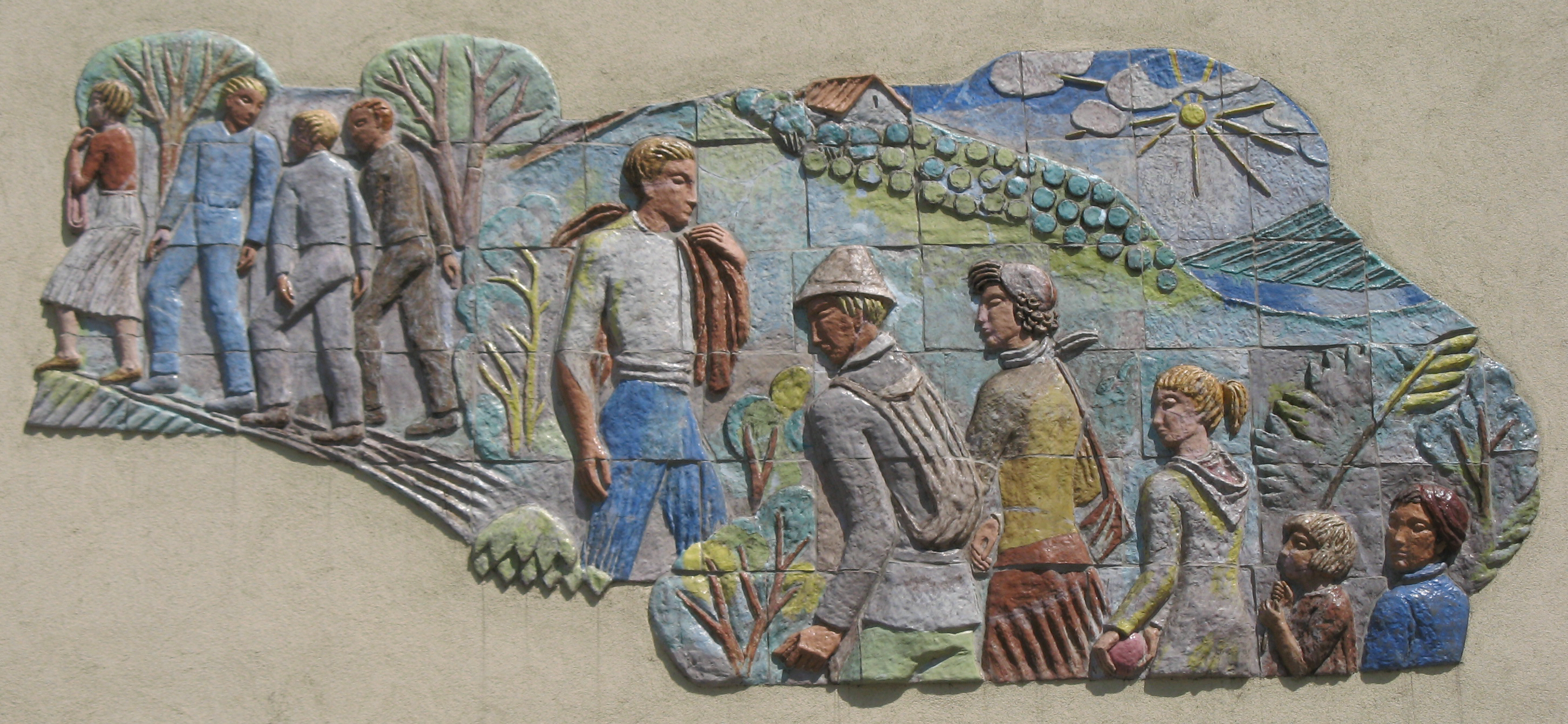

### Nr. 21: Turnverein Sokol
An dieser Stelle wird der Verlauf der Angeligasse unterbrochen. An der Stelle befindet sich das Vereinshaus des tschechischen Turnvereins Sokol.

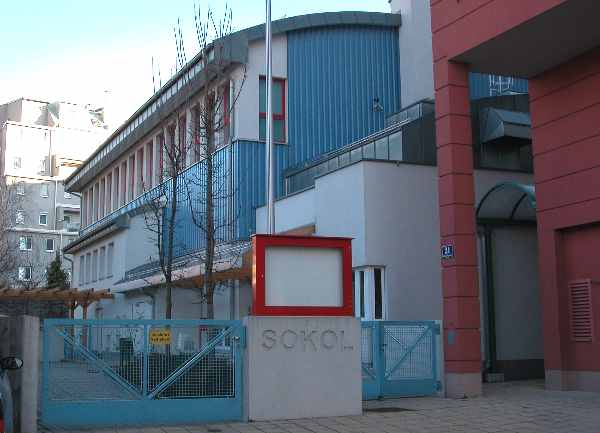

### Nr. 33–35: Bezirksgericht
Das Bezirksgericht Favoriten wurde 1912–1914 erbaut. Es handelt sich um einen monumentalen Zweckbau in nachhistoristisch-barockklassizistischen Formen, der den gesamten Häuserblock einnimmt. Das barockisierende Ädikulaportal trägt ein Doppeladler-Relief. Das Innere ist in zurückhaltenden Heimatstil-Formen gestaltet.

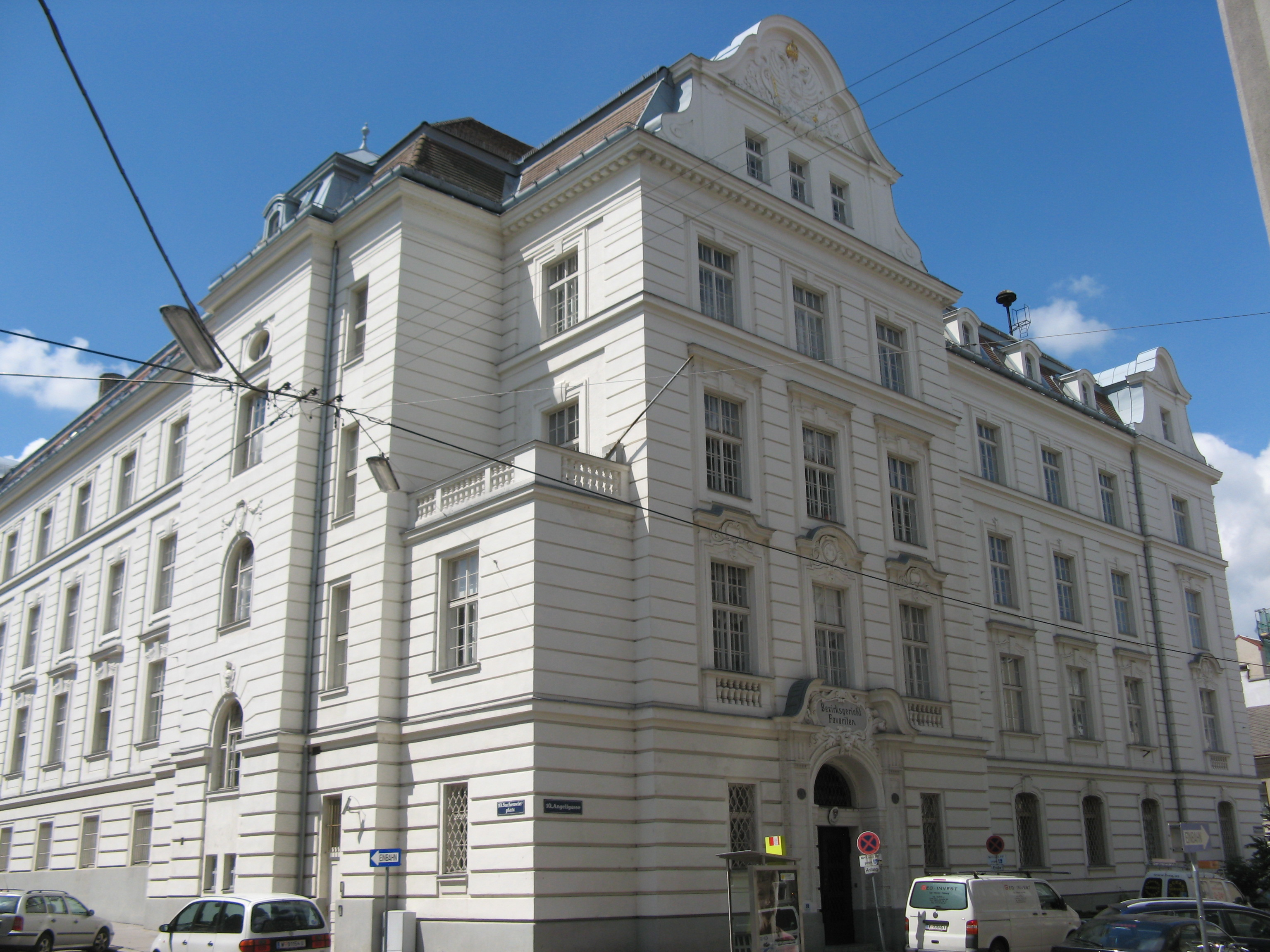

### Nr. 78–80: Städtische Wohnhausanlage
Die städtische Wohnhausanlage wurde 1929 nach Plänen von Leopold Simony an der Ecke zur Neilreichgasse errichtet. Die Straßenecke ist als Hof geöffnet, um den herum die Verbauung erfolgt. Die Seitenfronten werden durch einen geschwungenen Dachabschluss und kubischen Eckbau gestaltet, Loggien dienen der Gliederung. Die Anlage steht unter Denkmalschutz. Sie schließt an die vom selben Architekten 1913 erbaute Kleinwohnungsanlage in der Inzersdorfer Straße an.

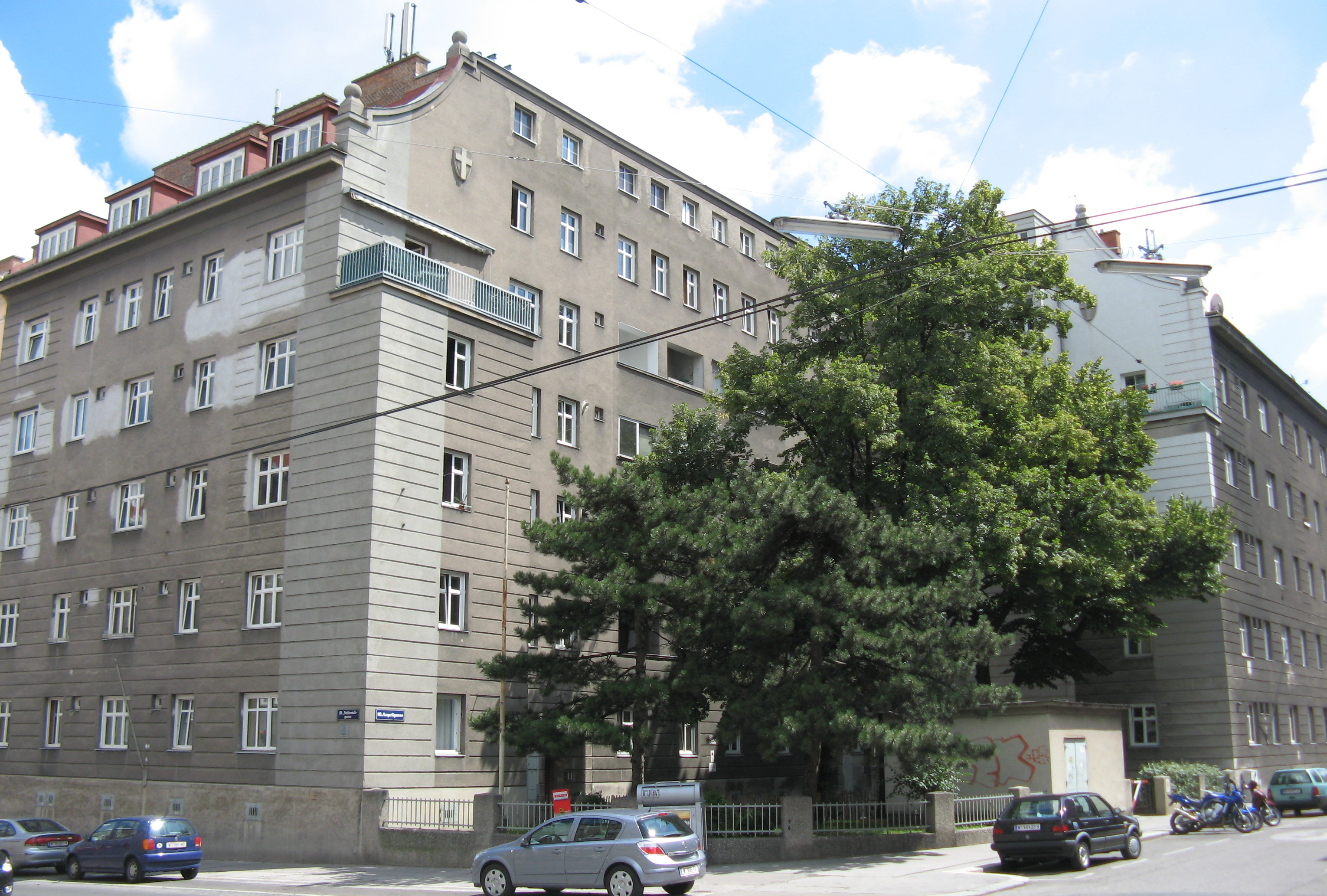

### Nr. 67–69: Mosaik Tiere
Am Wohnhaus befindet sich ein Mosaik mit Tierdarstellungen aus dem Jahr 1963, das mit den Initialen HP bezeichnet ist.

### Nr. 97–99: Reliefbilder
Vor dieser modernen schmucklosen Wohnanlage befinden sich zwei Reliefbilder als Kunst am Bau, die nicht näher bezeichnet sind.

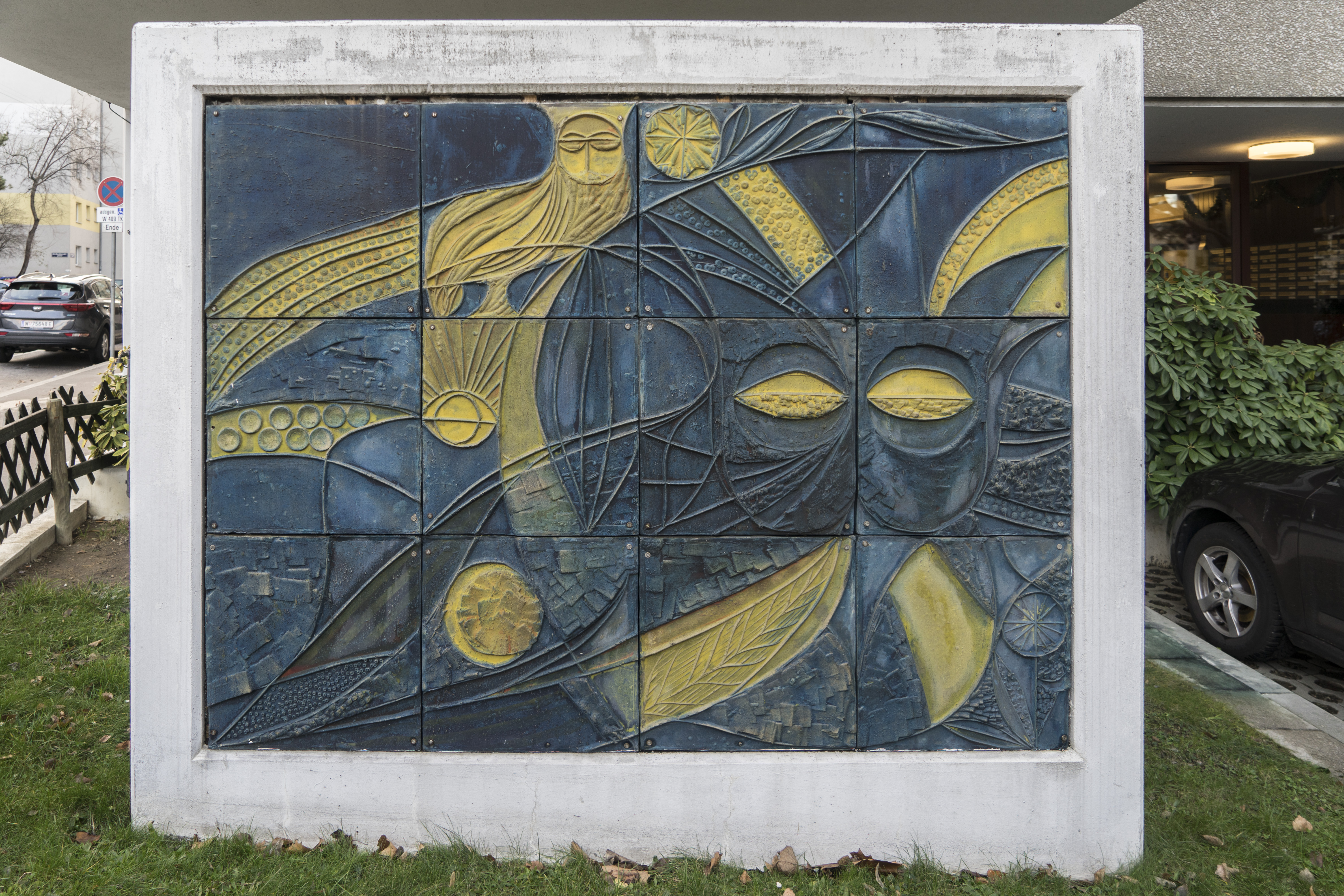
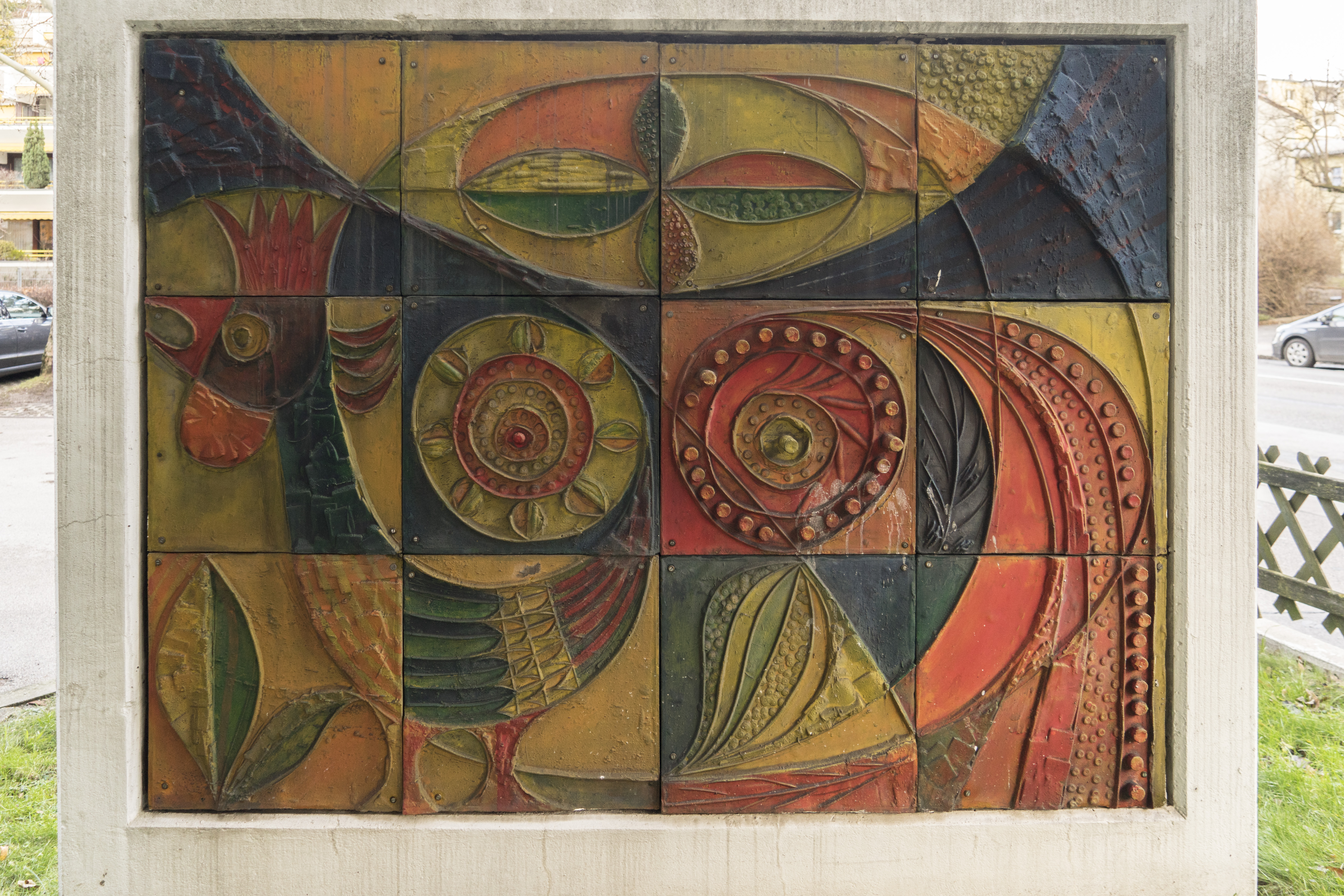

### Nr. 104: Wohnhausanlage
An der Angeligasse, die an dieser Stelle nur durch einen Fußweg begehbar ist, liegt die Rückfront einer großen Wohnhausanlage des Architekten Harry Glück aus dem Jahr 1974, die eine stufenförmige Pyramidenbauweise aufweist. Davor liegt die Plastik eines männlichen Akttorsos (unbezeichnet).

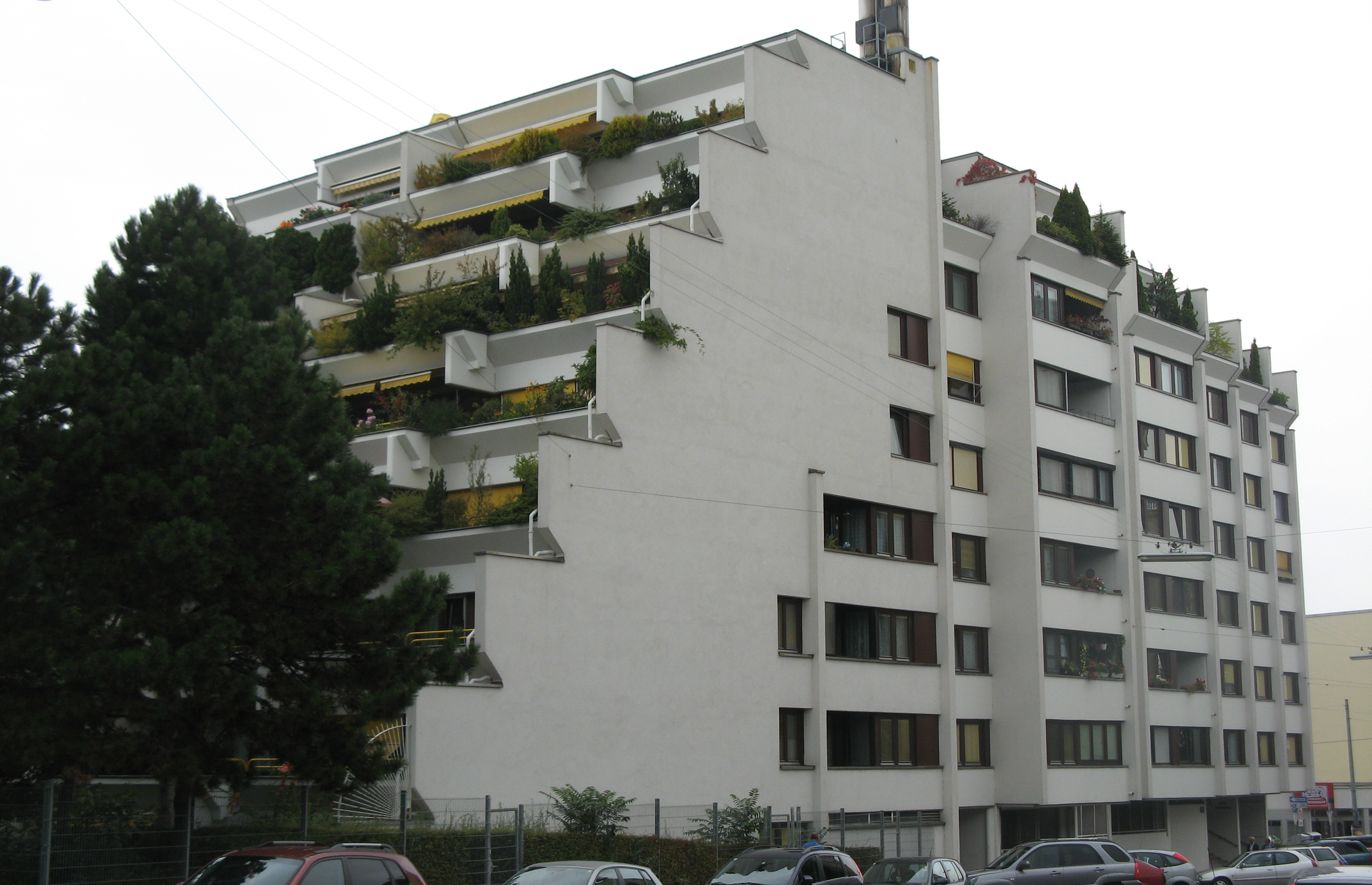
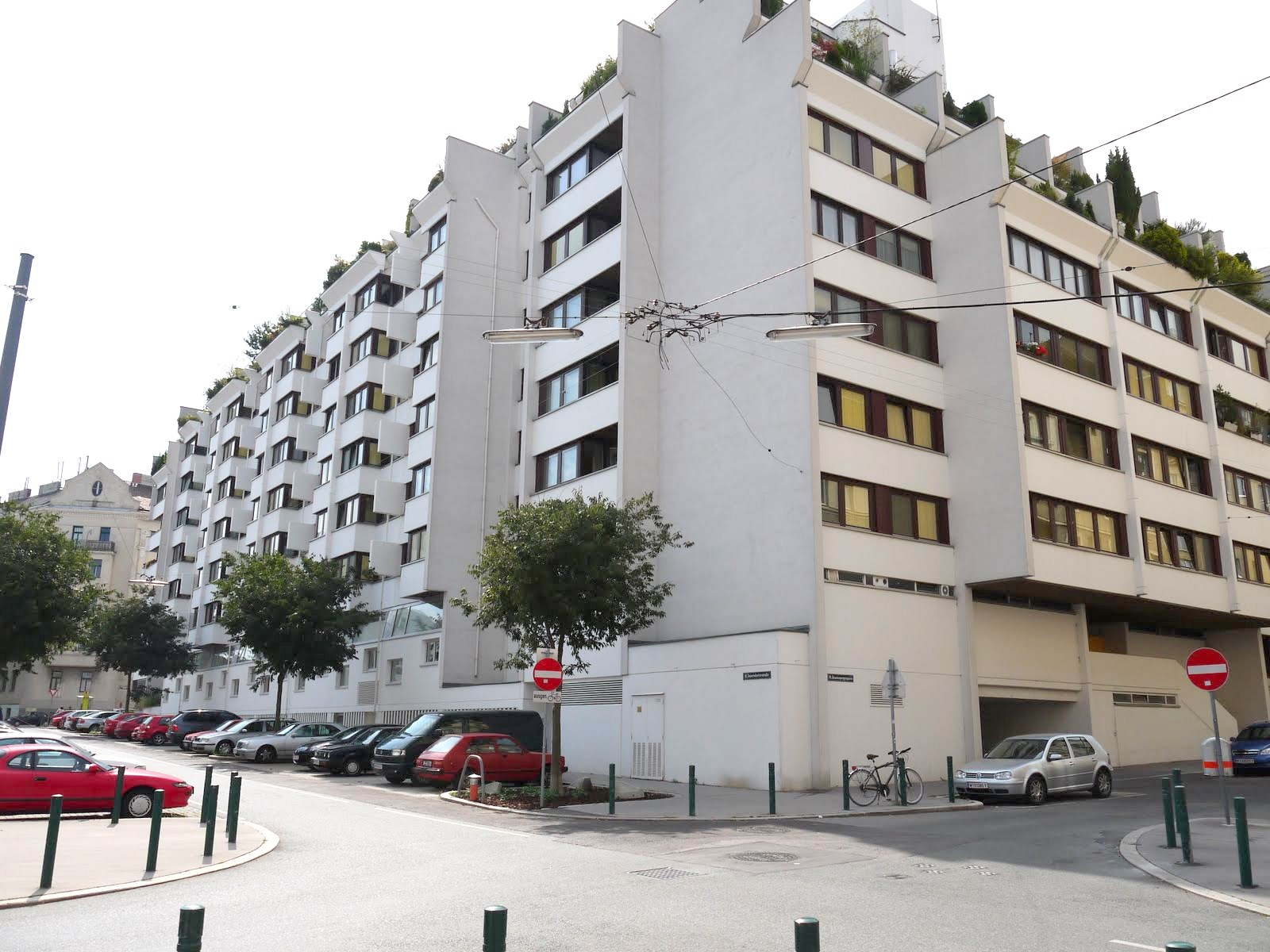
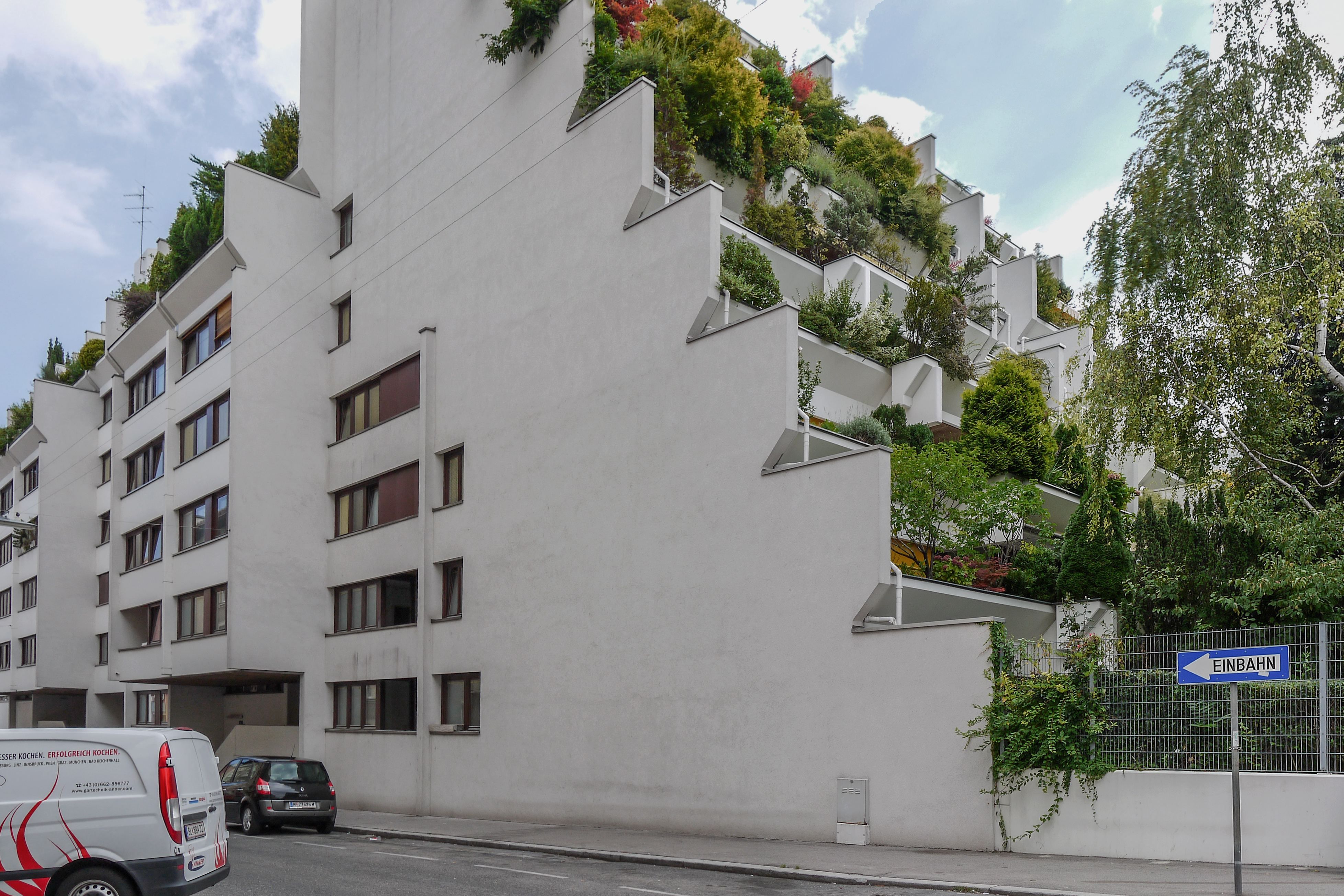
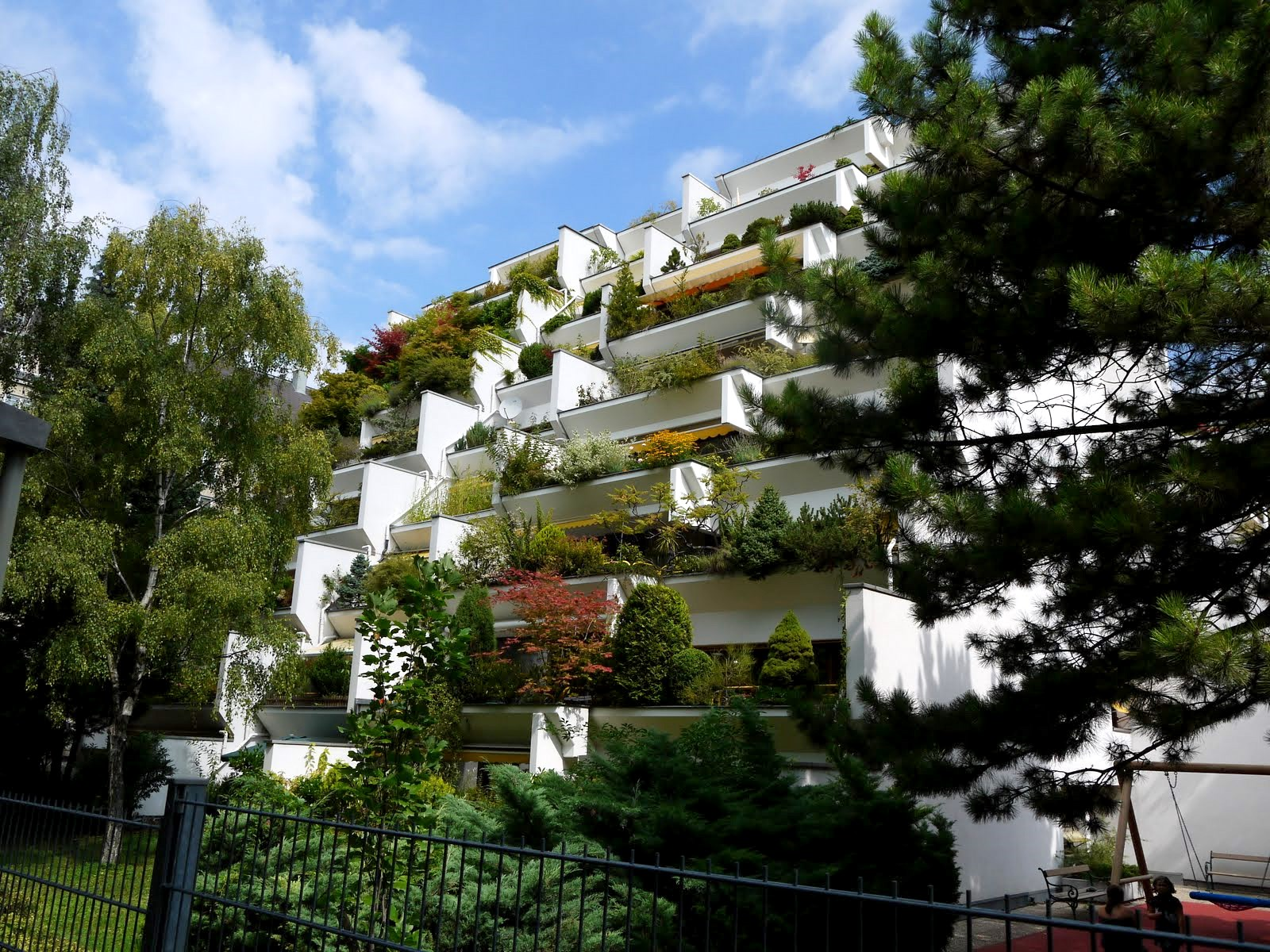
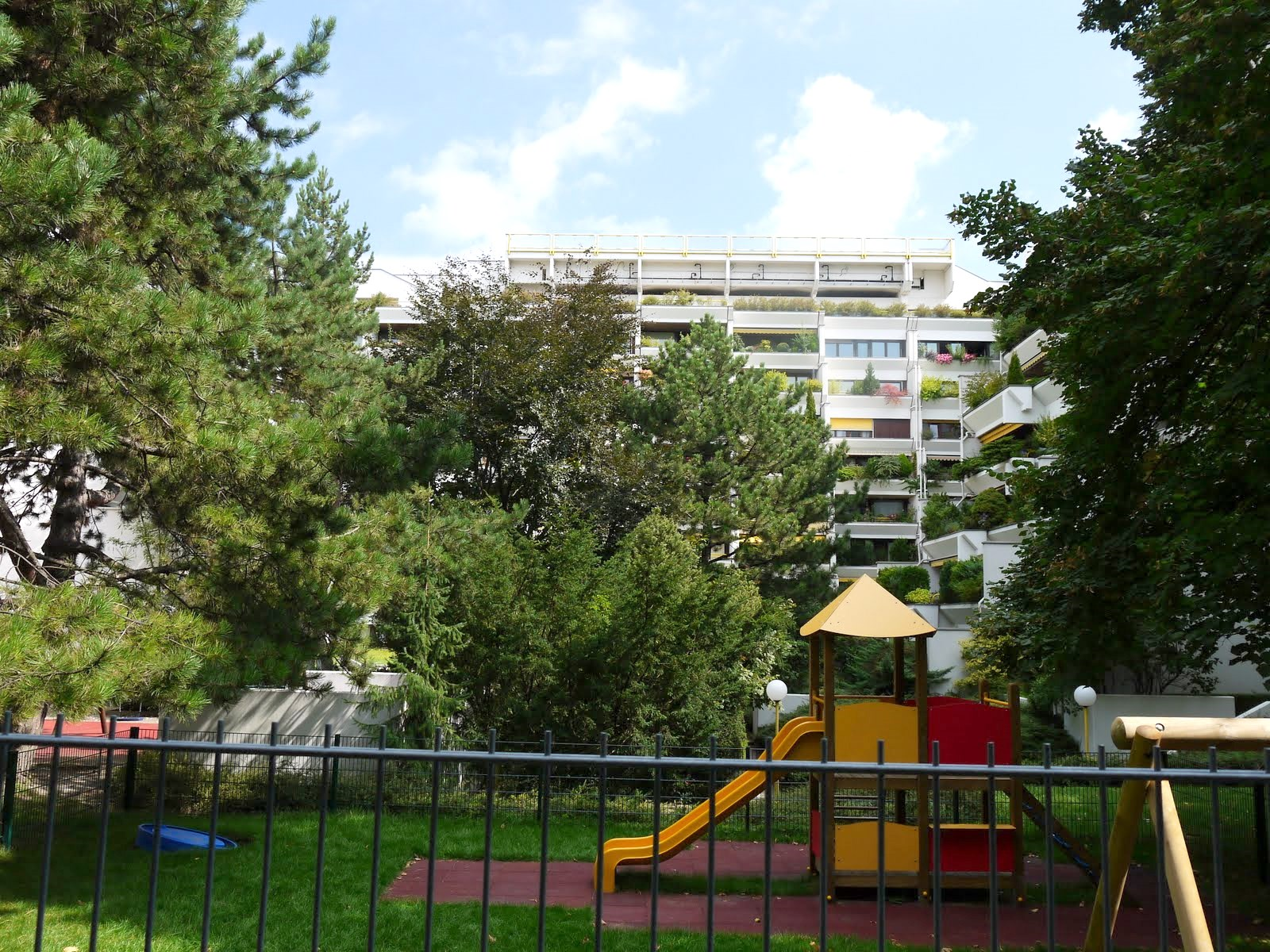
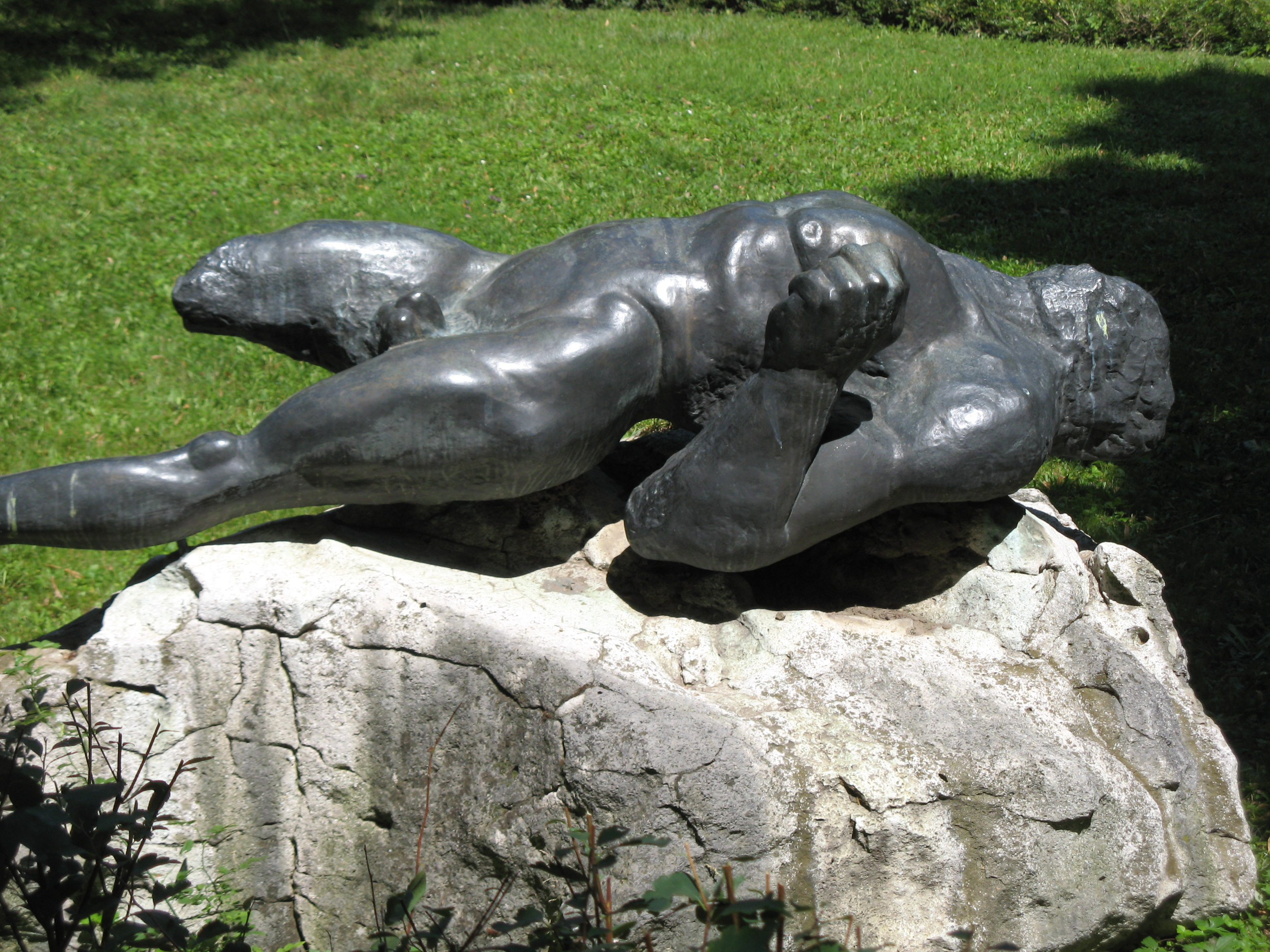